# ليزا إيلباتشر
ليزا ماري إيلباتشر (بالإنجليزية: Lisa Eilbacher)‏ (مواليد 5 مايو 1956 في الظهران، السعودية) ممثلة تلفزيونية أمريكية الجنسية سعودية المولد.

## الحياة الشخصية
ولدت إيلباتشر في الظهران بالمملكة العربية السعودية. وهي ابنة مسؤول تنفيذي في شركة أرامكو السعودية. تربت في فرنسا. شقيقتها سيندي هي أيضا ممثلة واشتهرت بتصوير المعاناة الطويلة لابنة جيري فان دايك في المسلسل التلفزيوني أمي السيارة.
إيلباتشر متزوجة من برادفورد ماي الذي كان يعمل منذ أواخر السبعينات في التصوير الفوتوغرافي وغيرها من الأعمال في مناطق ما وراء الكواليس في التلفزيون والسينما. أخرج لها في عام 1986 حلقة المسلسل التلفزيوني منطقة الشفق بعنوان أغنية المساء. عندما أصدر المسلسل التلفزيوني عن طريق دي في دي فإنه يوجد تعليق مميز لماي.

## السيرة
بدأت إيلباتشر التمثيل وهي طفلة عندما ظهرت في أعمال تلفزيونية شهيرة مثل أولادي الثلاثة ودخان المسدس. انتقلت بعد ذلك للعب أدوار الكبار. الجميع يتذكرها لأدوارها في الفيلمين الشهيرين في الثمانينات وهما ضابط ورجل نبيل وشرطي بيفرلي هيلز. في ضابط ورجل نبيل لعبت دور مرشحة ضابط البحرية التي لم تستطع النجاح في الدورة التدريبية. صاحبة الجسد الرياضي في الحياة الواقعية فإن إيلباتشر واجهت صعوبة في الإدعاء عكس ذلك في الفيلم. في شرطي بيفرلي هيلز لعبت دور جيني سمرز وهي صديقة طفولة إيدي ميرفي الذين يلتم شملهما معا لحل مقتل صديق مشترك.
مثلت إيلباتشر أيضا في عام 1983 في المسلسل رياح الحرب حيث لعبت دور مادلين هنري. تألقت إيلباتشر في دور كالي شو في المسلسل التلفزيوني أسرار هاردي بويز في عام 1977. في العام نفسه ظهرت في حلقة الأبرياء ضمن المسلسل التلفزيوني لوغان. كما ظهرت في الفيلم التلفزيوني في عام 1974 رونالد السيء وهذا البيت في عام 1981 والعديد من الأفلام والحلقات في المسلسلات التلفزيونية المسرحية والتلفزيونية. هذا البيت جمعها مع باركر ستيفنسون الذي عملت معه في أسرار هاردي بويز.
عملت إيلباتشر بشكل مطرد خلال الثمانينات والتسعينات وقد قل ظهورها الفني في السنوات الأخيرة.

## الأعمال الفنية

### السينما
| العام | الاسم                      | الدور              | الملاحظات |
| ----- | -------------------------- | ------------------ | --------- |
| 1972  | حرب بين الرجال والنساء     | كارولين كوزلينكو   |           |
| 1977  | الجري من أجل الورود        | كارول              |           |
| 1981  | على المسار الصحيح          | جيل كلين           |           |
| 1982  | ضابط ورجل نبيل             | كيسي سيغر          |           |
| 1983  | من العاشرة حتى منتصف الليل | لوري كيسلر         |           |
| 1984  | شرطي بيفرلي هيلز           | جانيت (جيني) سامرز |           |
| 1988  | النوايا القاتلة            | لورا كيتون         | فيديو     |
| 1988  | لا تقل مت أبدا             | ميليسا جونز        |           |
| 1989  | سفينة ضخمة                 | بريجيت بومان       |           |
| 1991  | الساموراي الأخير           | سوزان              |           |
| 1992  | بث مباشر                   | تيري أونيل         |           |

### التلفزيون
| العام     | الاسم                          | الدور                             | الملاحظات                                        |
| --------- | ------------------------------ | --------------------------------- | ------------------------------------------------ |
| 1969      | أبنائي الثلاثة                 | باني                              | حلقة: "حيوان المعلم الأليف"                      |
| 1971      | ألياس سميث وجونز               | بريجيت جوردان                     | حلقة: "بوس التي لا تهدأ"                         |
| 1972      | بونانزا                        | إلويس                             | حلقة: "الحب الأول"                               |
| 1973      | آل والتونز                     | جانيت                             | حلقة: "الحريق"                                   |
| 1973      | برادي بانتش                    | فيكي                              | حلقة: "الموضوع كان أنوف"                         |
| 1973      | أوين مارشال، مستشار في القانون | جاني هولدن                        | حلقة: "منزل البركة"                              |
| 1973      | دخان المسدس                    | ميلودي                            | حلقة: "كيمبرو"                                   |
| 1974      | أيام سعيدة                     | بيتي ويلكنز                       | حلقة: "الليمون"                                  |
| 1974      | ناقلو تكساس                    | سالي                              | حلقة: "ناقل ويلين ميت"                           |
| 1974      | كريق التفاحة                   | غلوريا                            | حلقة: "الحب الأول"                               |
| 1974      | رونالد السيء                   | إلين وود                          | فيلم تلفزيوني                                    |
| 1974      | شازام                          | كاثي مور                          | حلقة: "موت بوغي"                                 |
| 1975      | الانتقال                       | كاثي                              | حلقة: "انهيار أرضي"                              |
| 1975      | دخان المسدس                    | ليلي                              | حلقة: "المزارعين المستأجرين"                     |
| 1975      | الكاريبي                       | سيندي                             | حلقة: "صواريخ الباتريوت"                         |
| 1976      | حزمة باناش الزينية             | ليزا                              | فيلم تلفزيوني                                    |
| 1976      | شوارع سان فرانسيسكو            | غيل دوبس                          | حلقة: "حيا أو ميتا"                              |
| 1977      | ألغاز هاردي بويز               | كالي شو                           | دور متكرر (7 حلقات)                              |
| 1977      | الرجل العنكبوت المدهش          | جودي تايلر                        | حلقة: "طيار"                                     |
| 1977      | تشغيل لوغان                    | ليزا                              | حلقة: "البريء"                                   |
| 1977      | رجل من أتلانتيس                | جولييت                            | حلقة: "المونتاج العاري"                          |
| 1978      | هاواي خمس أو                   | إلين سيباستيان                    | حلقة: "طويل القامة على الموجة"                   |
| 1978      | عجلات                          | جودي هورتون                       | مسلسل تلفزيوني قصير                              |
| 1979      | محنة باتي هيرست                | باتي هيرست                        | فيلم تلفزيوني                                    |
| 1979      | حب للإيجار                     | لين مارتن                         | فيلم تلفزيوني                                    |
| 1980      | لمسابقة الريح                  | كيت                               | فيلم تلفزيوني                                    |
| 1981      | البيت المسكون                  | شيلا مور                          | فيلم تلفزيوني                                    |
| 1982      | سيمون وسيمون                   | ستايسي ويلر / ماجي وشارون داميرون | حلقة: "الأرض إلى ستايسي", "أحيانا الأحلام تتحقق" |
| 1983      | رياح الحرب                     | مادلين هنري                       | مسلسل تلفزيوني قصير                              |
| 1983      | أربعة ريان                     | سورنسن                            | حلقة; "أربعة ريان"                               |
| 1985      | أنا وأمي                       | كيت مورغان                        | الدور الرئيسي (6 حلقات)                          |
| 1986      | منطقة الشفق                    | حقول آندي                         | حلقة: "أغنية الليل"                              |
| 1986      | مونتي كارلو                    | ماجي إيغان                        | فيلم تلفزيوني                                    |
| 1987      | الخداع القاتل                  | آن                                | فيلم تلفزيوني                                    |
| 1989      | مطاردة: البحث عن مطارد الليل   | آن كلارك                          | فيلم تلفزيوني                                    |
| 1990      | قلب جوشوا                      | كيت                               | فيلم تلفزيوني                                    |
| 1990-1991 | متصل منتصف الليل               | نيكي مولوي                        | دور منتظم (19 حلقة)                              |
| 1992      | خدعة الرجل الأعمى              | كارولين                           | فيلم تلفزيوني                                    |
| 1992      | الزواج القاتل                  | نينا سلون                         | فيلم تلفزيوني                                    |
| 1995      | عودة الصائد                    | سالي فوغل                         | فيلم تلفزيوني                                    |
| 1995      | انبهار                         | فرناندا كولكولين                  | فيلم تلفزيوني                                    |
| 2000      | 919 الشارع الخامس              | جانيت فان ديغين                   | فيلم تلفزيوني                                    |

## روابط خارجية
- ليزا إيلباتشر على موقع IMDb (الإنجليزية)
- ليزا إيلباتشر على موقع روتن توميتوز (الإنجليزية)
- ليزا إيلباتشر على موقع ألو سيني (الفرنسية)
- ليزا إيلباتشر على موقع أول موفي (الإنجليزية)
- ليزا إيلباتشر على موقع قاعدة بيانات الأفلام السويدية (السويدية)
- ليزا إيلباتشر على موقع إن إن دي بي (الإنجليزية)
- ليزا إيلباتشر على موقع قاعدة بيانات الفيلم (الإنجليزية)
- ليزا إيلباتشر على موقع كينوبويسك (الروسية)